# Oxyura maccoa
Oxyura maccoa là một loài chim trong họ Vịt.
Vịt trống trưởng thành có thân hình hạt dẻ, mỏ màu xanh và đầu đen. Con mái trưởng thành có cơ thể màu nâu xám, với mỏ màu xám đen và chỏm đầu màu nâu sẫm, gáy và sọc má.
Loài vịt này sinh sản ở hai khu vực chính: đông Phi từ Sudan và Ethiopia đến Tanzania và từ tây sang đông Zaire, và miền nam châu Phi từ Zimbabwe đến Tỉnh Cape, Nam Phi. Môi trường sống và sinh sản của chúng là vùng nước ngọt nông, và chúng cũng được tìm thấy trong các hồ nước lợ và mặn vào mùa đông.